# Masjid Jamek

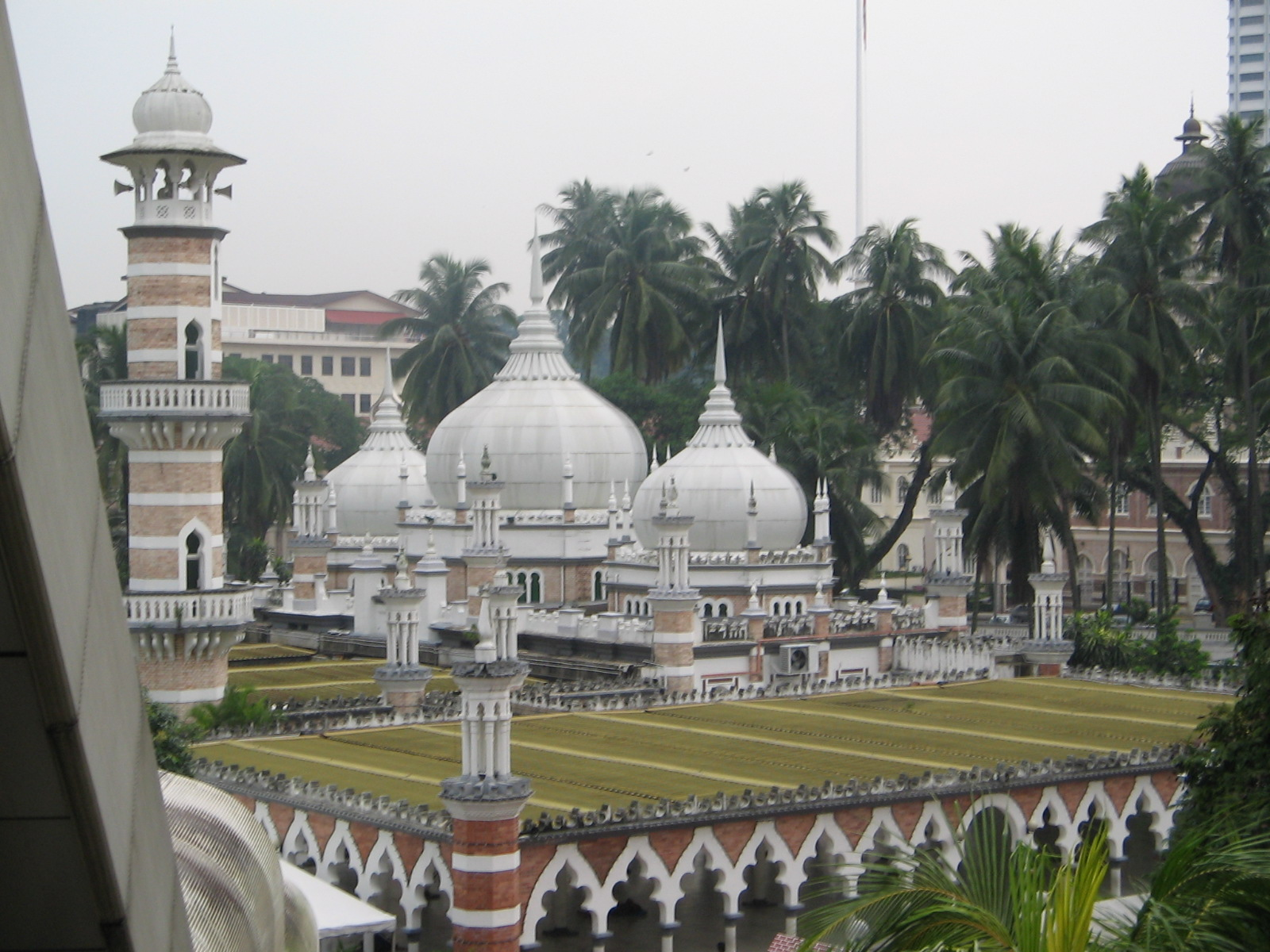
Masjid Jamek.

Masjid Jamek es una de las más antiguas mezquitas de Kuala Lumpur (Malasia), localizada en la confluencia de los ríos Klang y Gombak, y fue diseñada por Arthur Benison Hubback.
Cuando el Sultán de Selangor abrió de manera oficial la mezquita en 1909, la construcción de la misma fue culminada dos años después; edificada en el primer cementerio malayo de la ciudad. De la misma manera, antes de que la mezquita nacional, Masjid Negara, fuera abierta en 1965, Masjid Jamek era la principal mezquita de Kuala Lumpur.
La mezquita está construida con un diseño moro. Al otro lado del Klang se encuentra el Edificio del Sultán Abdul Samad (Sultan Abdul Samad Building), realizado por el mismo arquitecto con un diseño similar. Masjid Jamek es también el nombre de estación del Metro de Kuala Lumpur; la mezquita se encuentra además cerca a Dataran Merdeka.